# Титекс
Титекс (стилизовано као Titex) је била фабрика текстилних производа са седиштем у Титограду. Бавила се производњом предива, тканине и конфекције.

## Историја
Предузеће је основано 1978. године, спајањем два титоградска текстилна погона: Памучног комбината, основаног 1963. године, и Трикотаже, основане 1964. године. Имало је погоне у Гусињу, Шавнику и Мурину.